# Zegrí
Zegrí es el nombre de un linaje nobiliario del sultanato y posterior Reino de Granada. Aunque son muy conocidos por la obra histórico-literaria de Ginés Pérez de Hita, Historia de los bandos de los zegríes y abencerrajes, caballeros moros de Granada, de las civiles guerras que hubo en ella... hasta que el rey don Fernando el quinto la ganó (Zaragoza 1595), su presencia en las fuentes documentales es escasa, y son, de hecho, actores secundarios en las disensiones internas del siglo XV que enfrentan a Banu Sarray y Banu Egas.

## Zegríes en laGranada musulmana

### El origen
Originarios de Fez, aparecen en el emirato nazarí en el siglo XIV de la mano de las intervenciones de los Banu Marin, desarrollando sus actividades en la frontera militar de Ronda, de donde deriva su nisba , que significa “fronterizos”.

## Zegríes, Abencerrajes y Granada Venegas
Los Zegríes hacen su aparición en la escena política aliados a los Al-Amín (visir de Yusuf III de Granada) y Granada Venegas, en apoyo del sultán Muhammed VIII el Chico, destronado por los Abencerrajes en 1419, que imponen a Muhammad ibn Nasr, nieto de Muhammad V, como Muhammad IX el Zurdo. 
En 1427 Muhammed VIII el Chico recupera el trono, con apoyo interno de Venegas y Zegríes y externo del rey castellano Juan II y del sultán hafsida Abu ‘Amr Utman de Túnez. En el intento de reconciliar las diferentes facciones, los Abencerrajes no son reprimidos, al tiempo que se reparten mercedes y puestos a sus aliados: los Zegríes confirman el gobierno de Ronda y amplían su influencia a Málaga. Por estas fechas se asientan en el palacio granadino de Bibataubín.
En los sucesivos episodios de reposiciones y deposiciones, los zegríes aparecen en el campo contrario a los Abencerrajes, afianzando así su posición, apareciendo como elementos clave en el acceso al trono del efímero Abu ‘Abd Allah Muhammad X el Cojo en 1445.
Así mismo, en la guerra civil que estalla en 1477 entre pactistas y halcones, respecto a la relación con los castellanos, los Zegríes aparecen en el campo de los halcones, enfrentados a los Abencerrajes.

## Los zegríes y laGuerra de Granada
En la Guerra de Granada (1481 – 1492, los Zegríes aparecen en el bando más intransigente, opuesto a pactos y componendas con Isabel I de Castilla y Fernando II de Aragón. 
En 1482, con apoyo abencerraje, Abu 'Abd Allāh Muhammad XII, llamado por los cristianos Boabdil, expulsa a su padre Abū-l-Hasan 'Ali, conocido como Mulay Hasán, o, por los cristianos, Muley Hacén, que se refugia en primera instancia en la Málaga zegrí antes de pasar a Mondújar con su hermano Abu ‘Abd Allah al-Zagal, futuro Muhammad XIII.
Después de la derrota en Lucena y captura en Porcuna de Boabdil, en abril de 1483, Muley Hasan recupera el trono con apoyo de los Zegríes y de El Zagal, al que nombrará su heredero.

### La caída de Málaga
En la siguiente fase de la guerra, los reyes Católicos expugnan diversas plazas, entre ellas Ronda el 22 de mayo de 1485, de la que era alcaide Hammet el Zegrí, que se refugia en Málaga, donde encabeza la resistencia, pese a las ofertas de los Reyes Católicos para conseguir su vasallaje.
En Málaga, el asedio empieza el 5 de mayo de 1487, resistiendo las tropas nasiríes (3.000 gomeles de las fuerzas regulares y otros 8.000 hombres armados) hasta el mes de agosto, cuando solo resisten la Alcazaba (bajo el mando de Ali Dordux) y el castillo alcázar de Gibralfaro (bajo mando de Hammet el Zegrí y Alí Derbal). El 18 de agosto, Ali Dordux, después de negociar su estatuto como mudéjar, rinde la Alcazaba, pero Gibralfaro tendrá que esperar dos días más hasta que sus defensores se rindieron por el hambre y la sed. Todos los malagueños serán vendidos como esclavos, mientras Hamet el Zegrí es encarcelado en una cárcel de Carmona donde pasará el resto de sus 
días.

## Zegríes en la España cristiana

### Zegríes tras la hora de la conquista
Después de la caída de Málaga, los Zegríes, por oposición a Boabdil, se pasan al bando castellano-aragonés, siendo uno de los 32 linajes musulmanes que son reconocidos por los Reyes Católicos en las Capitulaciones de Granada.
En 1500, con motivo de la conversión al cristianismo del sobrino de Hamet el Zegrí, cabeza de linaje, Muhammed al Azaator el Zegrí como Muhammed Fernández el Zegrí, el destacado papel de los Zegríes es reconocido por la Corona de Castilla, como muestra tanto el nuevo apellido adoptado en honor de Fernando El Católico, que el bautizante fuera el Cardenal Cisneros como en la eximente de eliminar el apelativo familiar (en la onomástica árabe clásica, la estructura nombre + apellido + sobrenombre, es éste el de mayor valor identificativo y social).
Zegri Azaator, tras su prisión por Cisneros, humiliado y ensuciado, fue  traído encadenado ante Cisneros y convirtió al cristianismo.
Su hijo, fue bautizado como Gonzalo Fernández el Zegrí, bajo el padrinazgo de Gonzalo Fernández de Córdoba, el Gran Capitán, y fue uno de los Caballeros Veinticuatro del recién constituido cabildo de Granada.
Uno de los hijos Luis Fernández el Zegrí, alcanzó a ser nombrado Caballero de la Orden de Santiago, mientras otro, Francisco Fernández el Zegrí participó, entre otras, en las expediciones de Vélez de la Gomera en 1525, en la de Túnez en 1555 y fue Caballero Veinticuatro de Granada durante 42 años, desde 1536 hasta su muerte en 1578.

## Zegríes y laRebelión Morisca de las Alpujarras
Con ocasión de la Rebelión Morisca de las Alpujarras (24 de diciembre de 1568 – 14 de mayo de 1571, el linaje de los Zegríes muestra su aculturación destacada, manteniendo escasos vínculos con la comunidad morisca y la identificación con los intereses de la Corona sin ambages, sin caer en las ambigüedades de otros linajes (Abenamir o Fez) o en la rebelión de otros (Aben Humeya).
Así, cuando acaba la rebelión, Francisco Fernández el Zegrí está prácticamente arruinado, ya que su papel como Veinticuatro y sus acciones en la represión habían conducido a la quema de sus propiedades rurales.
Su papel en la rebelión, supuso que estuvieran exentos de dispersión o expulsión en 1570 y de expulsión en 1610.